# Marek Matyja
Marek Matyja (ur. 7 maja 1990 we Wrocławiu) – polski bokser wagi półciężkiej.

## Kariera amatorska
Wychowanek Orła Oleśnica trenera Wojtka Bartnika. W 2006 roku został wicemistrzem Polski kadetów w wadze do 70 kg. Dwa lata później już we wrocławskiej Gwardii zdobył złoty medal Mistrzostw Polski juniorów wagi średniej (75 kg), pokonując w finale Piotra Sienkiewicza. Bez powodzenia startował w latach 2009–2010 w Mistrzostwach Polski Seniorów, co nie zamknęło mu drogi do kadry narodowej.
Reprezentant Polski w Akademickich Mistrzostw Świata w Ułan Bator w 2010. Wystąpił w międzynarodowych turniejach im. Feliksa Stamma w Warszawie i Golden Gong w Skopje. W styczniu 2010 w Gliwicach uczestniczył w międzypaństwowym meczu z reprezentacją Chicago, wygrawając przez RSC z Paulem Littletonem.
W marcu 2013 w Zawierciu Matyja w barwach Orła Oleśnica zdobył Mistrzostwo Polski. W finale pokonał przez RSC w trzeciej rundzie dotychczasowego mistrza Michała Gerleckiego (w kategorii 81 kg).

## Kariera zawodowa
Zadebiutował jako zawodowiec w grupie O'Chiakara Gmitruk Team pod okiem trenerów Andrzeja Gmitruka i Ryszarda Furdyny. 25 czerwca 2011 r. w Ostrowcu Świętokrzyskim w debiucie pokonał jednogłośnie na punkty Litwina Kirila Psonko (5-11-1).
W 2013 wygrał przez nokaut w pierwszych rundach z Niemcami Rolandem Dempehem (23 listopada w Jastrzębiu-Zdroju) oraz Marko Angermannem (24 grudnia w Wałczu).
1 lutego 2014 na Wojak Boxing Night w Opolu pokonał przez dyskwalifikację w czwartej rundzie Serba Harisa Colakovica (5-1-0).
15 marca 2014 na gali w Arłamowie Matyja wygrał (niejednogłośnie) po zaciętym sześciorundowym pojedynku z Norbertem Dąbrowskim (14-1-0).
28 czerwca 2014 na gali Wojak Boxing Night w Rzeszowie zwyciężył w sześciu rundach na punkty Roberta Talarka (6-6-2).
5 grudnia 2014 na gali Wojak Boxing Night w Kopalni soli w Wieliczce Matyja pokonał jednogłośnie na punkty w sześciorundowym pojedynku Niemca Bai-Thaimko Conteha (3-2-0).
31 stycznia 2015 na gali Wojak Boxing Night w Toruniu Matyja wygrał przez techniczny nokaut w trzeciej rundzie z Chorwatem Stjepanem Božiciem (29-9-0).
10 kwietnia 2015 w Gliwicach znokautował Węgra Zoltanem Nagym (2-1-3, 0 KO) w drugiej rundzie.
17 października 2015 w Kopalni soli w Wieliczce, pokonał na punkty 78:74, 78:74 i 79:73 Michała Ludwiczaka (12-2, 5 KO).
12 maja 2018 na  gali KnockOut Boxing Night 1 w Wałczu wygrał przed czasem w trzeciej rundzie z Gruzinem Giorgim Beroszwilim (30-24-3, 22 KO).

## Lista walk zawodowych
| Statystyka stoczonych walk zawodowych |
| --- |
| Zwycięstw: 14 (KO – nokautów: 6, walk zakończonych na punkty: 8) Przegranych: 1 (KO – nokautów: 0, walk zakończonych na punkty: 1) Remisów: 1 |

| Wynik      | Rekord | Przeciwnik                  | Rozstrzygnięcie | Runda       | Data                 | Miejsce                                                 | Uwagi                                           |
| ---------- | ------ | --------------------------- | --------------- | ----------- | -------------------- | ------------------------------------------------------- | ----------------------------------------------- |
| Zwycięstwo | 14-1-1 | Giorgi Beroszwili (30-23-3) | RTD             | 3 (8), 3:00 | 12 maja 2018         | Hala Sportowa, Osiedle Dolne Miasto, Wałcz              |                                                 |
| Remis      | 13-1-1 | Dariusz Sęk (26-3-2)        | SD              | 10          | 19 sierpnia 2017     | Amfiteatr, Międzyzdroje                                 | Walka o mistrzostwo Polski w wadze półciężkiej. |
| Zwycięstwo | 13-1   | Emmanuel Feuzeu (8-4-2)     | TKO             | 5 (8), 2:42 | 8 kwietnia 2017      | Nosalowy Dwór, Zakopane                                 |                                                 |
| Zwycięstwo | 12-1   | Olegs Fedotows (21-27-0)    | UD              | 6           | 10 grudnia 2016      | Hala „Orbita”, Wrocław                                  |                                                 |
| Przegrana  | 11-1   | Norbert Dąbrowski (18-5-1)  | SD              | 8           | 22 października 2016 | Kopalnia soli, Wieliczka                                |                                                 |
| Zwycięstwo | 11-0   | Bartlomiej Grafka (15-18-1) | UD              | 8           | 27 listopada 2015    | Hala Podpromie w Rzeszowie, Rzeszów                     |                                                 |
| Zwycięstwo | 10-0   | Michał Ludwiczak (12-1-0)   | UD              | 8           | 17 października 2015 | Kopalnia soli, Wieliczka                                |                                                 |
| Zwycięstwo | 9-0    | Zoltan Nagy (2-0-3)         | KO              | 2 (8), 2:48 | 10 kwietnia 2015     | Gliwice                                                 |                                                 |
| Zwycięstwo | 8-0    | Stjepan Božić (29-9-0)      | TKO             | 3 (8) 2:50  | 31 stycznia 2015     | Hala Widowiskowo-Sportowa, Toruń                        |                                                 |
| Zwycięstwo | 7-0    | Bai-Thaimko Conteh (3-1-0)  | UD              | 6 (6)       | 5 grudnia 2014       | Kopalnia Soli, Wieliczka                                |                                                 |
| Zwycięstwo | 6-0    | Robert Talarek (6-5-2)      | UD              | 6 (6)       | 26 czerwca 2014      | Hala na Podpromiu, Rzeszów                              |                                                 |
| Zwycięstwo | 5-0    | Norbert Dąbrowski (14-1-0)  | SD              | 6 (6)       | 15 marca 2014        | Hotel Arłamów, Arłamów                                  |                                                 |
| Zwycięstwo | 4-0    | Haris Calakovic (5-0-0)     | DQ              | 4 (6) 0:27  | 1 lutego 2014        | Okrąglak Halle, Opole                                   |                                                 |
| Zwycięstwo | 3-0    | Marko Angermann (11-19-1)   | KO              | 1 (4) 2:15  | 14 grudnia 2013      | Wałcz                                                   |                                                 |
| Zwycięstwo | 2-0    | Roland Dempeh (debiut)      | KO              | 1 (4) 0:38  | 25 września 2013     | Jastrzębie-Zdrój                                        |                                                 |
| Zwycięstwo | 1-0    | Kiril Psonko (5-11-1)       | UD              | 4 (4)       | 25 czerwca 2011      | Hala sportowo-widowiskowa KSZO, Ostrowiec Świętokrzyski | debiut zawodowy                                 |

TKO – techniczny nokaut, KO – nokaut, UD – jednogłośna decyzja, SD- niejednogłośna decyzja, MD – decyzja większości, PTS – walka zakończona na punkty, DQ – dyskwalifikacja